# Avestruz-comum
O avestruz-comum (Struthio camelus) é uma espécie de ave não voadora, originária da África. É uma das duas únicas espécies vivas da família Struthionidae, do género Struthio e da ordem das Struthioniformes, juntamente com o avestruz-somali (Struthio molybdophanes), reconhecido como uma espécie separada em 2014. O avestruz-comum é considerado a maior espécie viva de ave.

## Etimologia

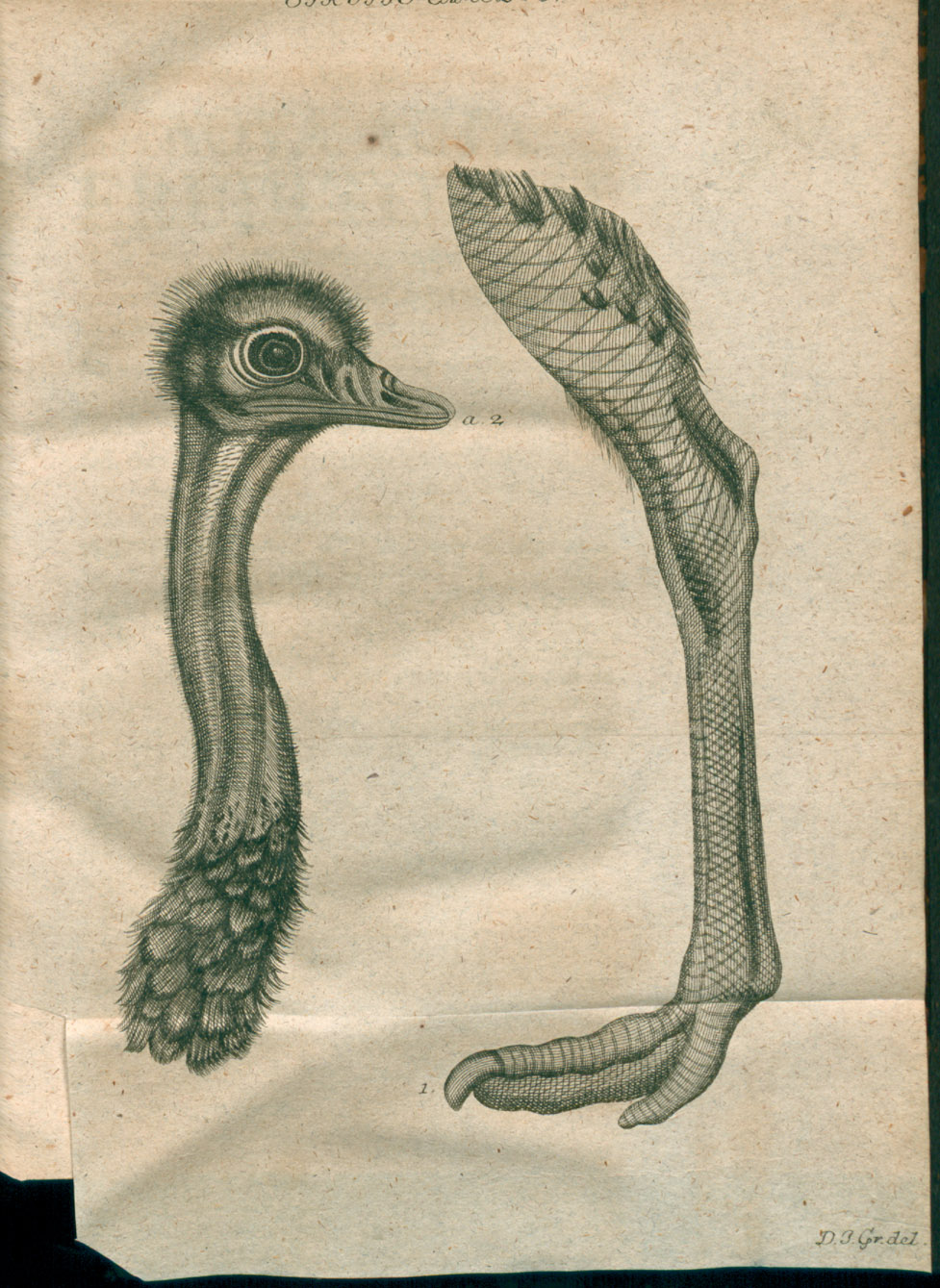
Ilustração publicada em, 1759

O termo avestruz vem do latim avis struthio: avis significa ave e struthio (ou strouthiōn) é uma palavra que os gregos antigos usavam para se referir tanto a pardais como aos próprios avestruzes. O animal foi descrito cientificamente pela primeira vez pelo naturalista sueco Carolus Linnaeus em sua obra Systema Naturae, no século XVIII. Ele batizou a espécie com o nome Struthio camelus, aceito até hoje. O epíteto específico camelus, que quer dizer "camelo", uma referência ao habitat seco da ave.

## Descrição
Avestruzes normalmente pesam de 90 a 130 kg, embora alguns avestruzes machos tenham sido registrados com pesos de até 155 kg. Na maturidade sexual (entre 2 e 4 anos de idade), avestruzes machos podem possuir de 1,8 m a 2,7 m de altura, enquanto as fêmeas alcançam de 1,7 m a 2 m. Durante o primeiro ano de vida crescem cerca de 25 cm por mês. Em um ano um avestruz pesa cerca de 45 kg. 
Possui dimorfismo sexual: nos adultos, o macho tem plumagem preta e as pontas das asas são brancas, enquanto que a fêmea é cinza. O dimorfismo só se apresenta com um ano e meio de idade.
As pequenas asas vestigiais são usadas por machos como exibição para fins de acasalamento.
As penas são macias e servem como isolante térmico e são bastante diferentes das penas rígidas de pássaros voadores. Possui duas garras em dois dos dedos das asas, sendo a única ave que possui apenas 2 dedos em cada pata. As pernas fortes do avestruz não possuem penas. Suas patas têm dois dedos, sendo que apenas um tem unha enquanto o maior lembra um casco. Seu aparelho digestivo é semelhante ao dos ruminantes e seus olhos, com as suas grossas sobrancelhas negras, são os maiores olhos das aves terrestres. Os seus olhos são maiores do que o cérebro.
Possui as seguintes características:
- Altura média: 2 a 2,5 m.[10]
- Peso: de 100 a 150 kg.[10]
- Velocidade: até 80 km/h.[10]
- Expectativa de vida: 50 a 70 anos, sendo 20 a 30 anos de vida reprodutiva.[10]

São aves polígamas e não migratórias. Adaptam-se com facilidade e vive em áreas montanhosas, savanas ou planícies arenosas desérticas. Seus hábitos alimentares são onívoros, o avestruz come ervas, folhagem de árvores, arbustos e todo pequeno vertebrado e invertebrado que consiga capturar.
Embora não voe, por ter asas atrofiadas, as longas, fortes e ágeis pernas, permitem que ele atinja até a velocidade de 80 km/h com vento favorável (média de 65 km/h), pois em uma só passada cobre 4 a 5 metros. Além da velocidade máxima, tem também uma resistência impressionante, podendo viajar a 70 km/h durante 30 minutos. Tem o pescoço longo, a cabeça pequena, e tem dois dedos muito grandes (em cada pata) que se assemelham a cascos.

## Classificação e distribuição

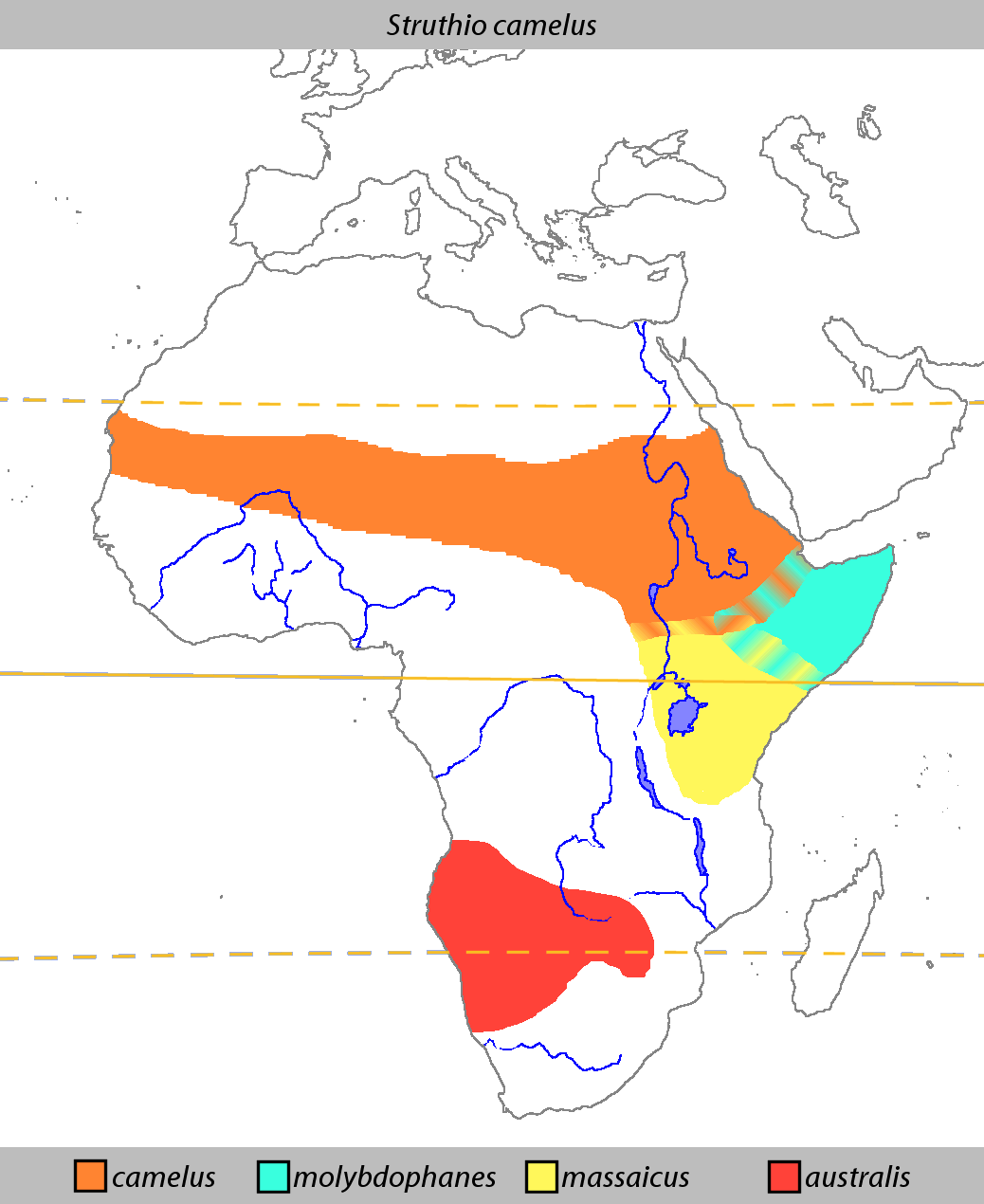
A distribuição de avestruzes na África

Avestruzes ocorrem naturalmente nas savanas e no Sahel da África, tanto ao norte como ao sul da zona de florestas equatorial. A espécie pertence à ordem dos Struthioniformes (ratitas). Segundo certas classificações, outros membros deste grupo são a ema, o emu, o casuar e a maior ave de todos os tempos, o extinto Aepyornis, embora estes animais sejam considerados por outros como pertencentes a outras ordens.
Quatro subespécies são reconhecidas atualmente:
- S. c. camelus no Norte de África, também chamado avestruz-do-norte-da-áfrica ou avestruz-de-pescoço-vermelho.
- S. c. massaicus na África Oriental, algumas vezes chamado de avestruz-masai. Durante a estação de acasalamento, o pescoço e as coxas do macho ficam laranja-rosado. Ocupa uma faixa entre Etiópia e Quênia no leste até o Senegal no oeste, e da Mauritânia oriental no norte até o sul do Marrocos no sul.
- S. c. australis na África Meridional, também chamada de avestruz-meridional, ou avestruz-de-pescoço-negro.
- S. c. syriacus no Oriente Médio, também chamado de avestruz-árabe ou avestruz-do-oriente-médio, era uma subespécie antes muito comum na Península Arábica, Síria e Iraque. Foi extinta por volta de 1940.
- Segundo classificações mais antigas, haveria uma quinta subepécie, S. c. molybdophanes, na Somália, Etiópia e norte do Quênia, algumas vezes chamado de avestruz-somali, cujos machos, durante a estação do acasalamento, ficam com o pescoço e as coxas azuis. Sua faixa se sobrepõe com S. c. massaicus no nordeste do Quênia. Algumas autoridades consideram o avestruz-somali uma outra espécie, com estudos recentes confirmando que se trata de fato de uma espécie distinta, Struthio molybdophanes.[2][14]

Em 2016, foi descoberto um bem preservado espécime fóssil de uma ave datado de 50 milhões de anos que representa uma nova espécie que é um parente até então desconhecido do avestruz.

## Comportamento

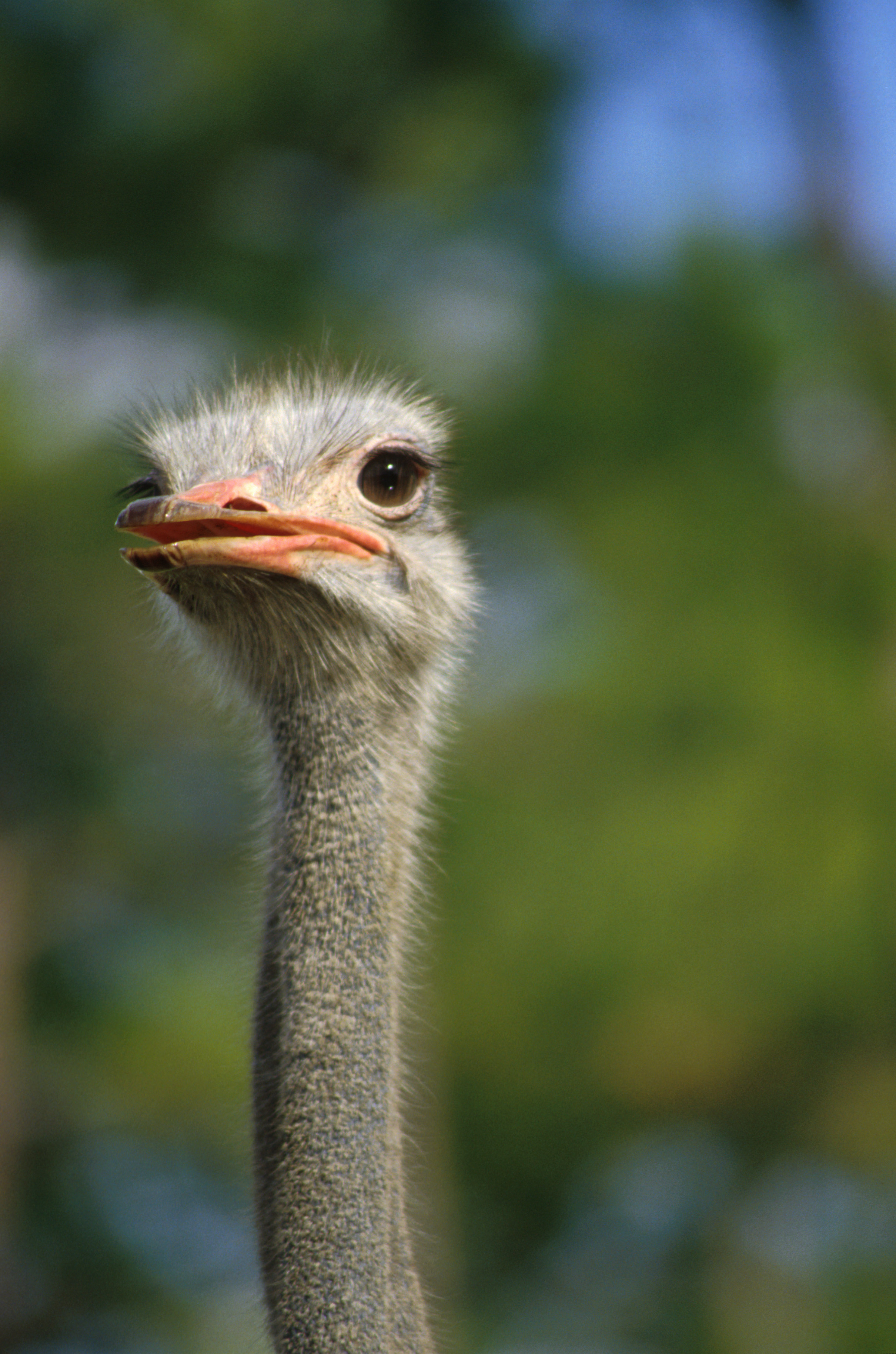
Cabeça de um avestruz

Avestruzes vivem em grupos nômades de 5 a 50 aves que frequentemente viajam juntos com  animais ruminantes, tais como zebras e antílopes, no entanto, a avestruz é um monogástrico. Percorrem longas distâncias à procura de sementes e outros produtos vegetais (que consequentemente faz com que sejam seminômades); ocasionalmente eles também comem animais como gafanhotos. Como não possuem dentes, eles engolem pedrinhas que ajudam a esmagar os alimentos engolidos no papo. Eles podem ficar sem água por muito tempo, vivendo exclusivamente da umidade das plantas consumidas. Entretanto, eles gostam de água e tomam banhos frequentemente.
Com visão e audição aguçadas, eles podem detectar predadores tais como leões de uma grande distância.
Na mitologia popular, o avestruz é famoso por esconder sua cabeça na areia ao primeiro sinal de perigo. O escritor romano Plínio, o Velho é notado por suas descrições do avestruz em sua História Natural, onde ele descreve o suposto hábito dos avestruzes de esconder a cabeça em arbustos. Nunca houve observações registradas deste comportamento e um contra-argumento comum a isto é que uma espécie que exibisse tal comportamento não sobreviveria por muito tempo. O mito pode ter surgido do fato de que, de uma certa distância, quando avestruzes se alimentam eles parecem estar enterrando sua cabeça na areia pois eles deliberadamente engolem areia/pedras para ajudar a esmagar sua comida. Quando deitados ou se escondendo de predadores, eles são conhecidos por deitar sua cabeça e pescoço rente ao chão. Quando ameaçados, avestruzes fogem, mas podem também ferir seriamente seus inimigos através de coices por meio de suas poderosas pernas.

### Reprodução

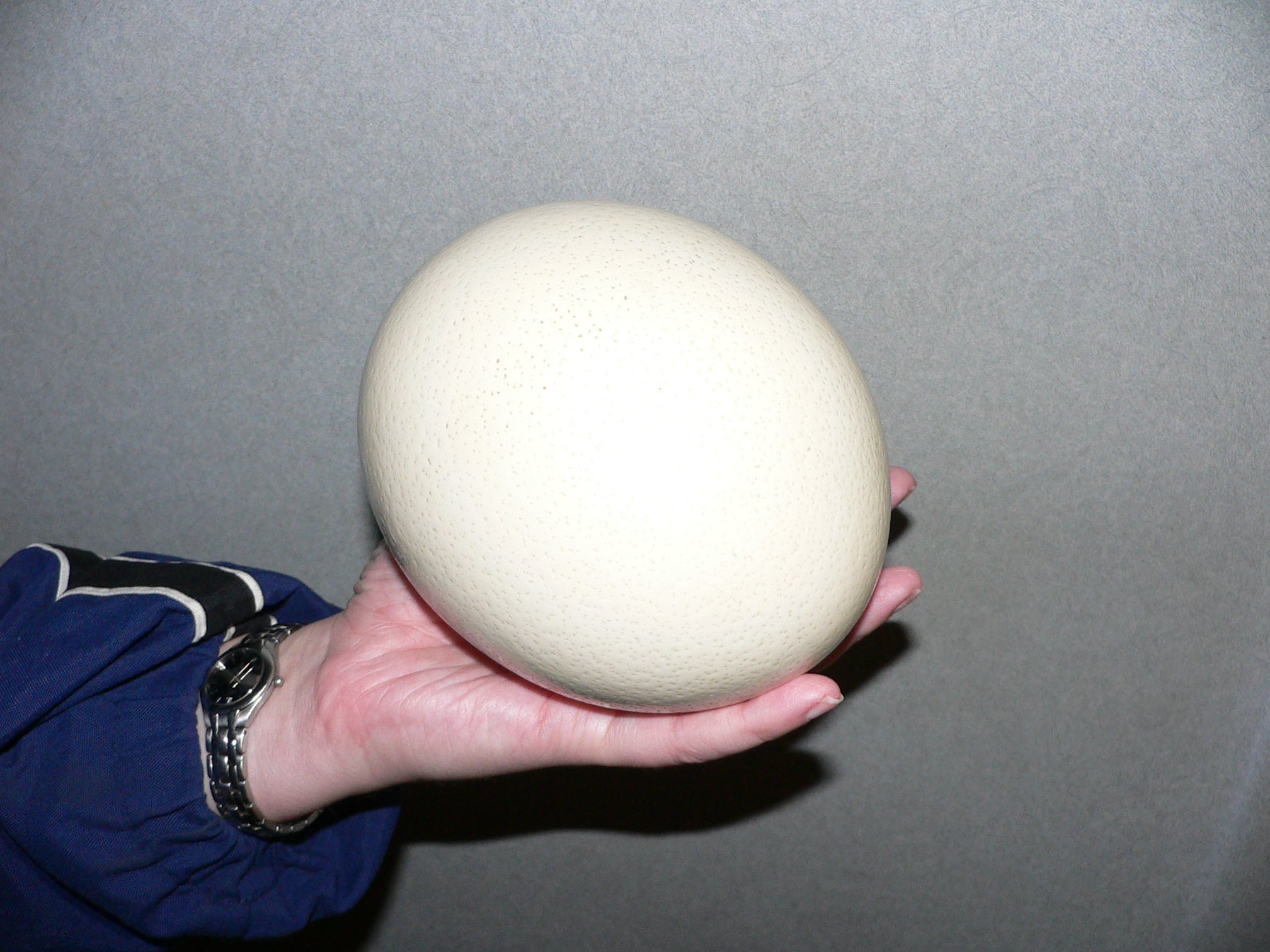
Um ovo de avestruz

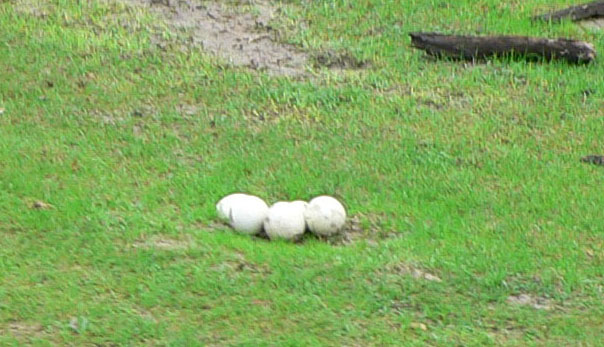
Um ninho de avestruz

Avestruzes se tornam sexualmente maduros entre 2 e 4 anos de idade; fêmeas amadurecem cerca de seis meses antes dos machos. A espécie é iterópara, com a estação de acasalamento começando em Março ou Abril e terminando um pouco antes de Setembro. O processo de acasalamento difere nas diferentes regiões geográficas. Os Machos tipicamente usarão assobios e outros sons para lutar por um harém de 2 a 5 fêmeas. O vencedor destas lutas cruzará com todas as fêmeas em uma área mas só formará uma ligação com uma, a fêmea dominante. A fêmea se abaixa no chão e é montada por trás pelo macho.
Avestruzes são ovíparos. As fêmeas porão seus ovos fertilizados em um único ninho comunitário, um buraco escavado no chão e com trinta a 60 cm de profundidade. Ovos de avestruz podem pesar 1,4 kg e são os maiores ovos de uma espécie viva (e as maiores células únicas), embora eles sejam na verdade os menores em relação ao tamanho da ave. O ninho pode conter de 15 a 60 ovos, com um ovo médio tendo 15 cm de comprimento, 12 cm de largura, e peso de 1,4 kg. Eles são brilhantes de esbranquecidos. Os ovos são chocados pelas fêmeas de dia e pelo macho à noite, aproveitando as cores diferentes dos dois sexos para melhor camuflagem. O período de gestação é de 35 a 45 dias. Após a eclosão o macho cria sozinho os filhotes.
A expectativa de vida é de 50 anos em média, podendo variar de 30 a 70 anos.

## Relação com humanos

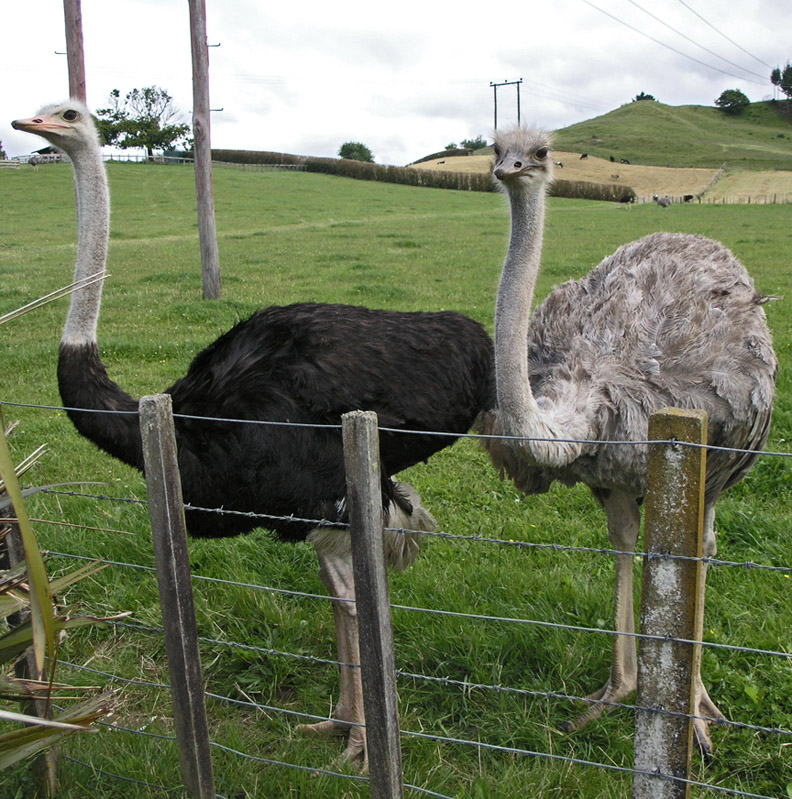
Avestruzes macho e fêmea na Nova Zelândia

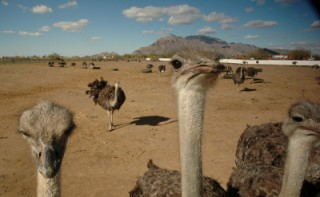

O avestruz é um animal bastante rústico, muito resistente a doenças e com ótima capacidade de adaptação. É criado com sucesso no Brasil, Canadá, Estados Unidos e Europa, suportando bem tanto altas quanto baixas temperaturas.
No passado, os avestruzes foram muito caçados por suas penas, que costumavam ser muito populares como ornamentos em chapéus de mulheres e em outros acessórios. Suas peles eram também valorizadas para fazer couros finos. No século XVIII, eles foram caçados quase à extinção. A criação para o comércio de penas começou no século XIX. O mercado de penas colapsou depois da Primeira Guerra Mundial, mas a criação comercial para penas, e mais tarde por peles, decolou durante a década de 1970. Avestruzes na Arábia e sudeste da Ásia foram caçados até à extinção local em meados do século XX. Hoje, avestruzes são criados por todo o mundo, incluindo climas tão frios como o da Suécia. Considerando que eles podem se desenvolver em climas entre 30 °C e -10 °C não é surpresa que existam fazendas em mais de 50 países ao redor do mundo, mas a maioria é ainda encontrada na África Austral. Desde que eles também tem o melhor ganho de peso por alimento de qualquer animal terrestre (3.5:1 enquanto o boi é de 6:1), eles se tornam bastante atrativos para pecuaristas. Embora eles sejam criado primeiro pelo couro e depois pela carne, outros produtos úteis são os ovos e as plumas. É afirmado que avestruzes produzem o couro mais forte comercialmente disponível¹. A carne de avestruz tem um gosto similar ao do bife magro e se compara favoravelmente, tendo pouca gordura e colesterol. A criação de avestruzes é chamada de Estrutiocultura.
Os avestruzes são suficientemente grandes para que uma pessoa pequena possa cavalgá-los; normalmente a pessoa segurará nas asas enquanto cavalga. Eles foram treinados em algumas áreas do norte da África e na Arábia como montarias de corrida. Corridas de avestruz nos Estados Unidos foram criticadas por organizações dos direitos animais, embora seja pouco provável que tal se torne uma prática comum devido à dificuldade de montar estes animais.
Avestruzes são classificados como animais perigosos na Austrália, Estados Unidos e Reino Unido. Há vários incidentes registrados de pessoas tendo sido atacadas e mortas. Machos grandes podem ser muito territoriais e agressivos e podem atacar e escoicear com muita força usando suas pernas. Um avestruz pode facilmente alcançar qualquer atleta na corrida.

### Produtividade

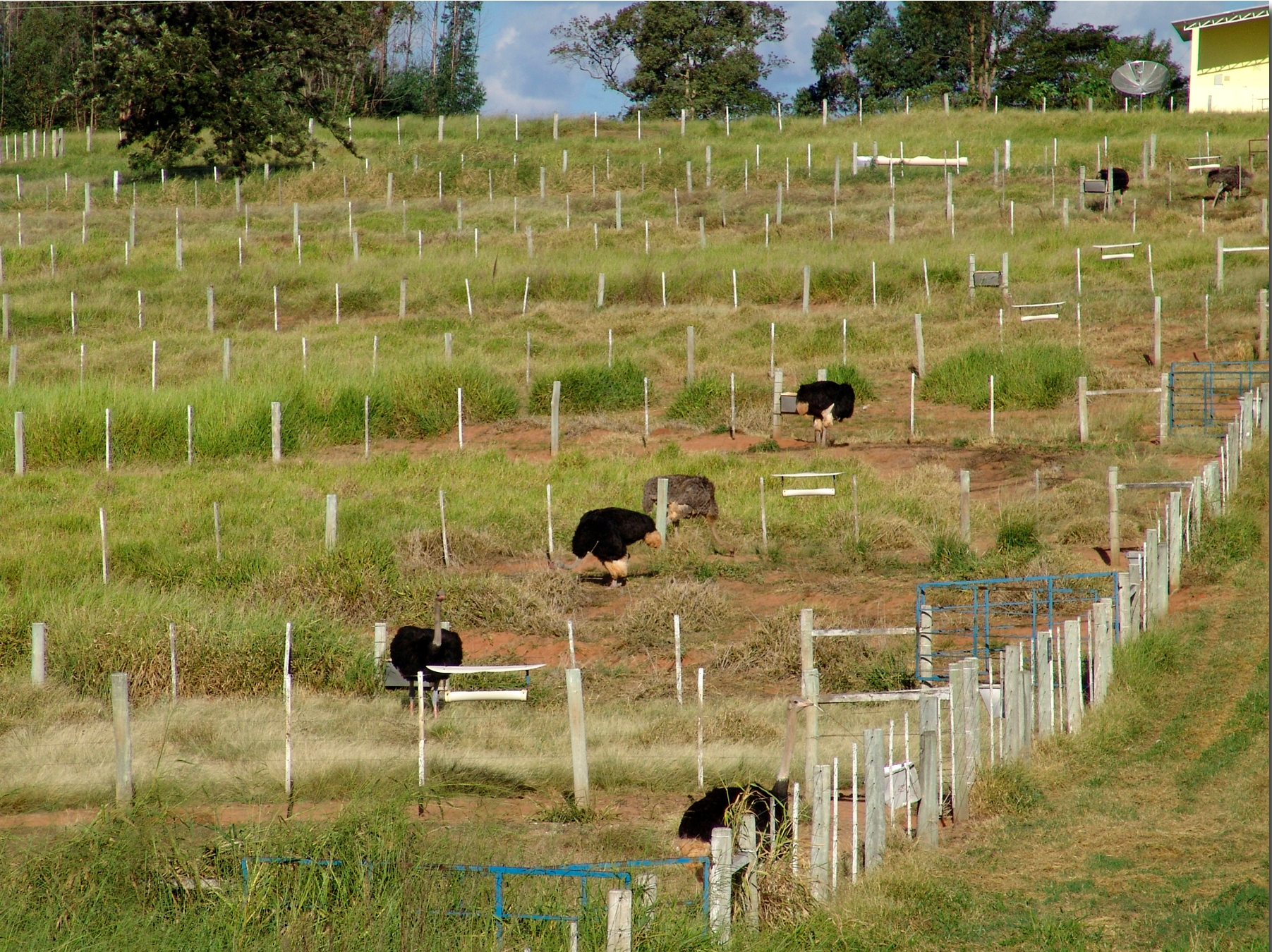
Fazenda de avestruz em Avaré

São muito resistentes contra as doenças, e têm uma ótima capacidade de adaptação (criados com sucesso no Canadá, Estados Unidos, Europa e Israel), suportando altas e baixas temperaturas. Alimenta-se de ração (1,5 kg/dia) e pasto verde (2 a 5 kg/dia).
Vida longa (média de 50 anos de vida), contando de 20 a 30 anos de vida reprodutiva. O início da vida reprodutiva é com 2 a 3 anos; no Brasil há avestruzes em jardins zoológicos que iniciaram a postura com dezoito meses.

### O mercado
Os quatro principais produtos para comércio são:
1. Carne: um avestruz produz entre 30 a 45 quilogramas de carne, que ao contrário de outras aves é vermelha. O avestruz alcança o peso de abate por volta de 12 meses.
2. Couro: utilizado no fabrico de bolsas, carteiras, roupas, etc.
3. Plumas: Uma ave adulta produz 2 kg de plumas por ano. As plumas do avestruz ainda representam objeto de comércio, e é um dos motivos pelos quais o homem caça essa ave. Tem dimorfismo sexual marcado: nos adultos, o macho é preto com as pontas das asas brancas e a fêmea é cinza, porém tal diferença só aparece a partir de 1 ano e meio de idade. As fêmeas são em geral presa fácil e suas plumas podem ser arrancadas sem feri-las.[carece de fontes?]
4. Ovos: O ovo de avestruz pesa entre 1,2 kg e 1,8 kg. Ovos não fecundados são utilizados para o artesanato. Cada fêmea põe de 40 a 100 ovos por ano, e os ovos são incubados por 42 dias.

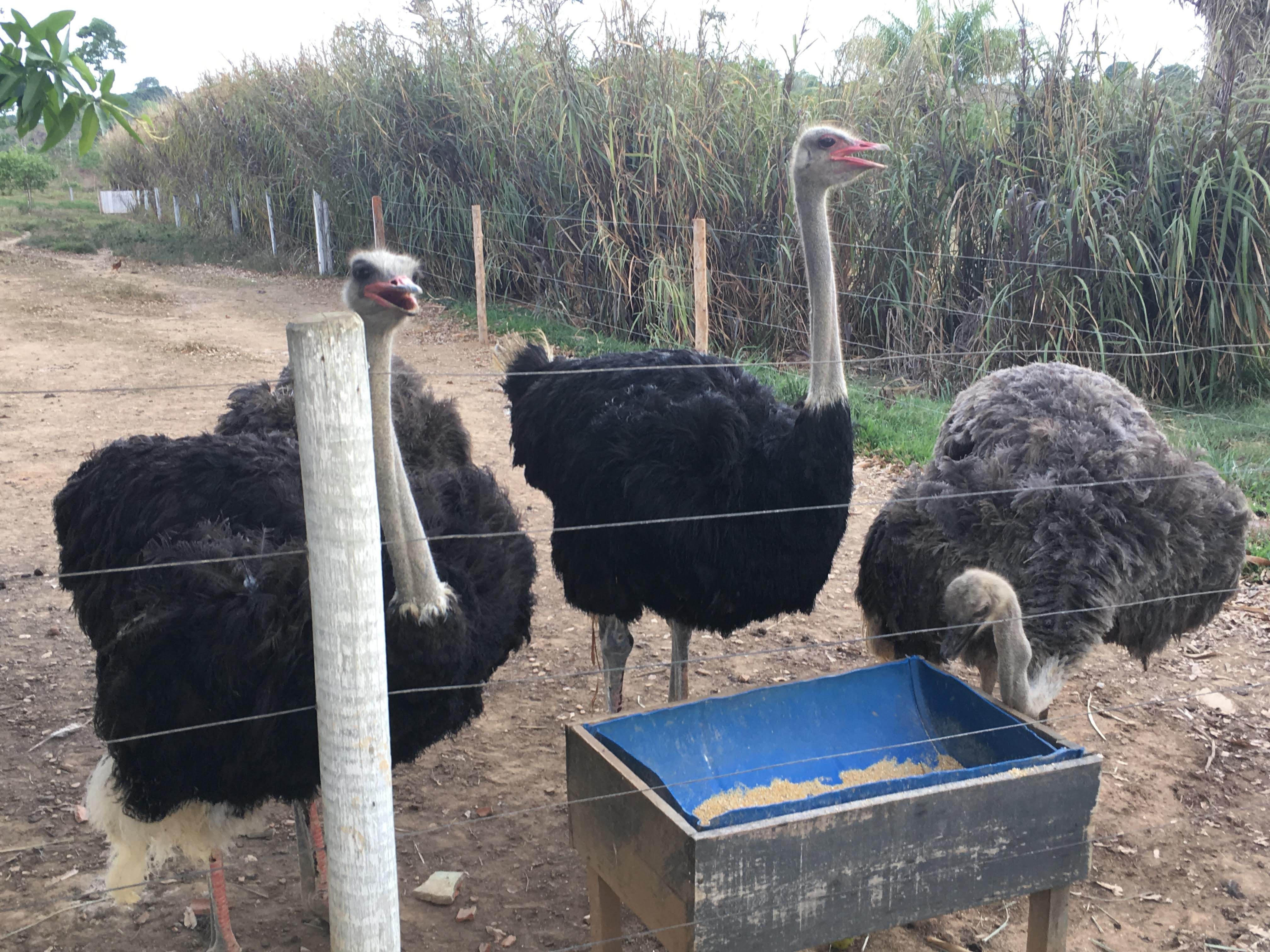
Criadouro de Avestruz em Rondônia, região norte da Amazônia. O principal subproduto é o óleo corporal, onde é utilizado para fins medicinais.

Os criadouros desse espécime tem como objetivo a intermediação para a produção de ovos, carne e também o uso da gordura corporal, esse que é usado para fins medicinais em algumas regiões do Brasil. 